# Horst Buszello
Horst Buszello (* 3. April 1940 in Friedrichsfeld) ist ein deutscher Historiker.
Horst Buszello legte das Abitur am Mathematisch-Naturwissenschaftlichen Gymnasium Dinslaken ab. Er studierte Geschichte, Politik- und Literaturwissenschaft an den Universitäten Heidelberg und Berlin. Im Jahr 1967 wurde er an der Technischen Universität Berlin promoviert mit der Arbeit Der deutsche Bauernkrieg von 1525 als politische Bewegung. Buszello war wissenschaftlicher Assistent und Akademischer Rat an der TU Berlin und der Universität Mannheim. Seit 1973 lehrte er als Dozent, seit 1977 als Professor für Geschichte (Frühe Neuzeit) und Didaktik der Geschichte an der Pädagogischen Hochschule Freiburg. Er war Gastprofessor am Florida Southern College, Lakeland/USA. Die Pädagogische Akademie Krakau verlieh ihm die Ehrendoktorwürde.
Seine Forschungsschwerpunkte sind die Geschichte der Frühen Neuzeit, die Geschichte der Oberrheinlande, Europa und die Europäische Integration sowie die Geschichtsdidaktik. In den 1980er Jahren arbeitete er an dem von Hans Ulrich Rudolf und Edgar Walter herausgegebenen Geschichtsbuch Geschichte und Gegenwart mit.

## Schriften (Auswahl)
Monografien
- Der deutsche Bauernkrieg von 1525 als politische Bewegung (= Studien zur europäischen Geschichte. Bd. 8). Colloquium-Verlag, Berlin 1969.

Herausgeberschaften
- mit Peter Blickle und Rudolf Endres: Der deutsche Bauernkrieg. 3. bibliographisch ergänzte Auflage. Schöningh, Paderborn 1995, ISBN 3-8252-1275-0.
- mit Konrad Krimm: Zwischen Bauernkrieg und Französischer Revolution. Untertanenkonflikte am Oberrhein (= Oberrheinische Studien. Bd. 44). Thorbecke, Ostfildern 2022, ISBN 978-3-7995-7844-8.